# الزينية
الزينية، مدينة مصرية، عاصمة مركز الزينية في محافظة الأقصر.